# Sjökalven 14

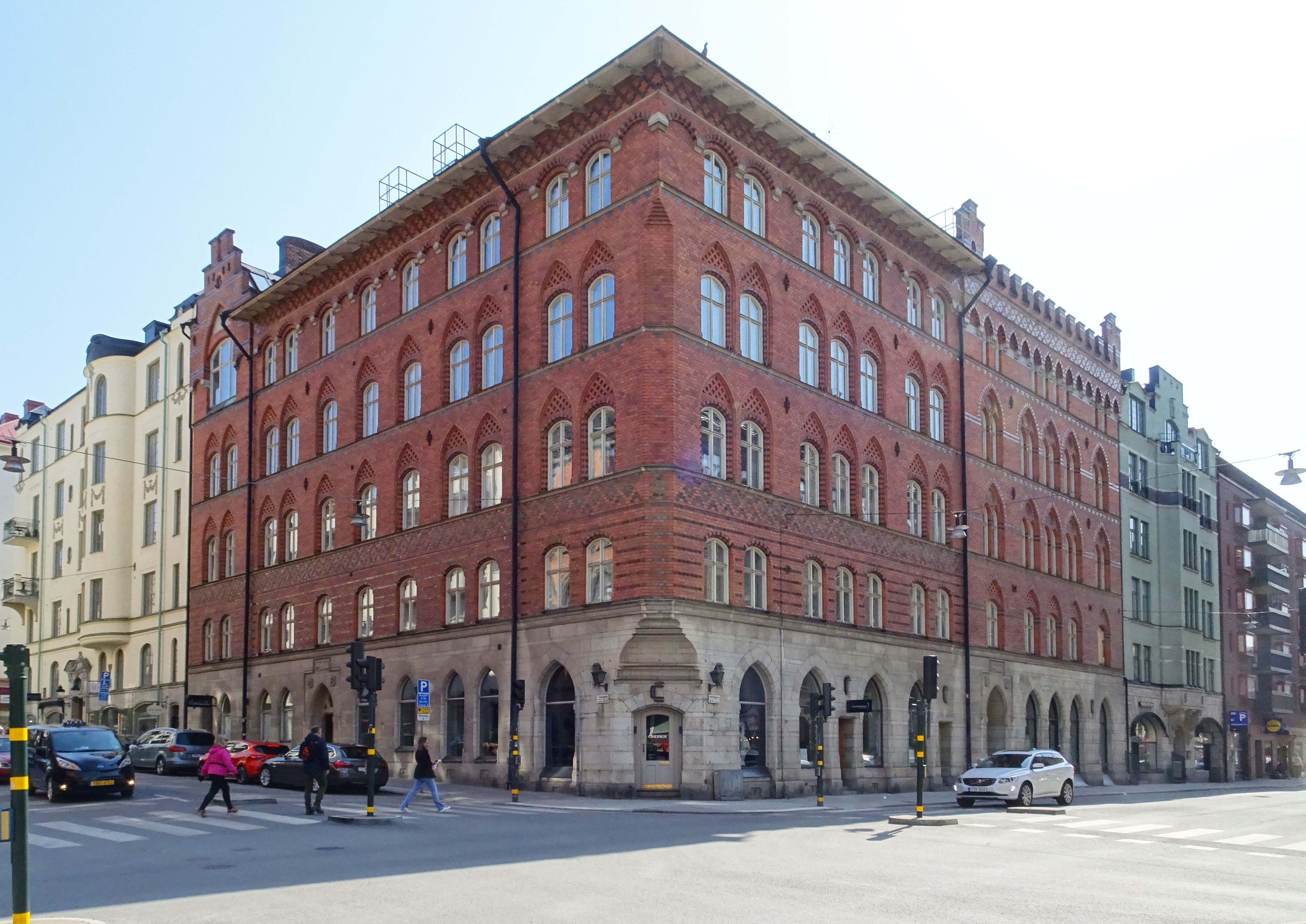
Sjökalven 14, Linnégatan 32 / Sibyllegatan 16 i april 2021.

Sjökalven 14 är en kulturhistoriskt värdefull fastighet i kvarteret Sjökalven vid hörnet Linnégatan 32 / Sibyllegatan 16 på Östermalm i Stockholm. Byggnaden uppfördes 1888 som exklusiv bostadshus efter ritningar av arkitekterna Agi Lindegren och Ludvig Peterson och är blåmärkt av Stadsmuseet i Stockholm, vilket innebär att bebyggelsen representerar ”synnerligen höga kulturhistoriska värden”.

## Kvarteret
Kvarteret Sjökalven omges av Storgatan (i söder), Jungfrugatan (i öster), Linnégatan (i norr) och Sibyllegatan (i väster). Namnet  anknyter till havsrelatera kvartersnamn som Havssvalget, Havsfrun, Valfisken och Sjöhästen vilka återfinns i grannskapet. Namnet Siökalfwen är belagt sedan 1657 när stadsplaneringen på Ladugårdslandet just tagit sin början. På Petrus Tillaeus karta från 1733 återfinns kvarteret på samma plats (nr 30: Siökalfwen) beläget intill dåvarande Ladugårds lands torg (nuvarande Östermalmstorg). Ordet "Sjökalven" används ibland för att beteckna en trådlös och inte brännande manet i Östersjön. "Kalv" kan även tolkas som en mindre holme intill en större.

## Historik

### Allmänt

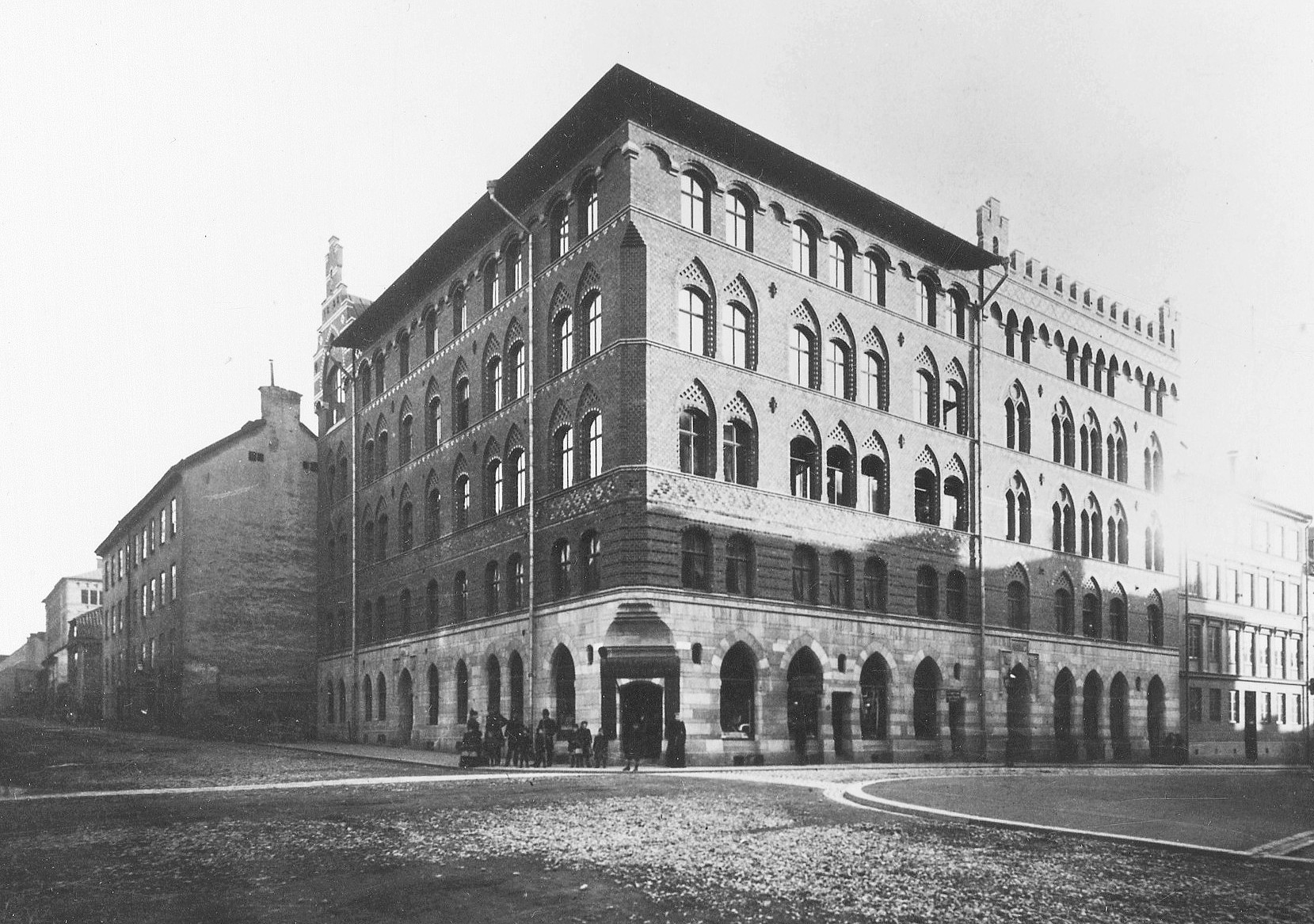
Sjökalven 14, cirka 1890.

På kvarterets norra del stod Lilla Jungfrun, en av Stockholms väderkvarnar, troligen från 1600-talet och även känd på 1700-talet dock inte längre på 1800-talet. På hörntomten vid Sibyllegatan / Linnégatan fanns på 1880-talet några mindre byggnader som stod i Linnégatans gamla gatulinje. Bebyggelsen revs när Linnégatans södra sida breddades i mitten på 1880-talet, samtidigt breddades även Sibyllegatan dock på bekostnad av grannkvarteret Kejsaren. 
Breddningen var initierad av Lindhagenplanen från 1860-talet som bland annat skulle släppa in ”ljus och luft” i de befintliga stadsdelarna. På ett fotografi från 1890 syns hörntomten Sjökalven 14 med den nya byggnaden och i bakgrunden Sjökalven 12 (nuvarande 21) med ett äldre bostadshus som fortfarande stå kvar i Linnégatans gamla gatulinje. Det revs först 1903 för att göra plats för ett nybygge ritat av Dorph & Höög.
Tomten Sjökalven 14 hade förvärvats av storbyggmästaren Johan Sjöqvist. Han uppträdde både som byggherre och byggmästare och byggde både påkostade bostadshus och industribyggnader, bland dem S:t Eriks Bryggeri och Hamburgerbryggeriet.

### Exteriör
För den arkitektoniska gestaltningen av nybygget på Sjökalven 14 anlitade Sjöqvist arkitekterna Agi Lindegren och Ludvig Peterson som ritade en praktfull tegelbyggnad i fem våningar. Gatufasaden är livfullt gestaltad i historiserande nygotik. Den består av rött murtegel med mönstermurade partier i glaserat tegel samt grå kalksten i höjd med bottenvåningen. Hörnet mot korsningen är indraget och försett med butiksentrén. Butiksfönstren utformades höga och spetsbågiga. Husets mellandel har en kraftig utkragande takfot och en trappgavel med årtalet "1888" närmast grannhuset Linnégatan 34. Fasadens fortsättning längs med Sibyllegatan avslutades upptill med en krenelerad mur. Gathusets fasader mot gården liksom gårdshusens fasader gestaltades enklare med ytor i enfärgad slätputs

Originalritningar från 1888
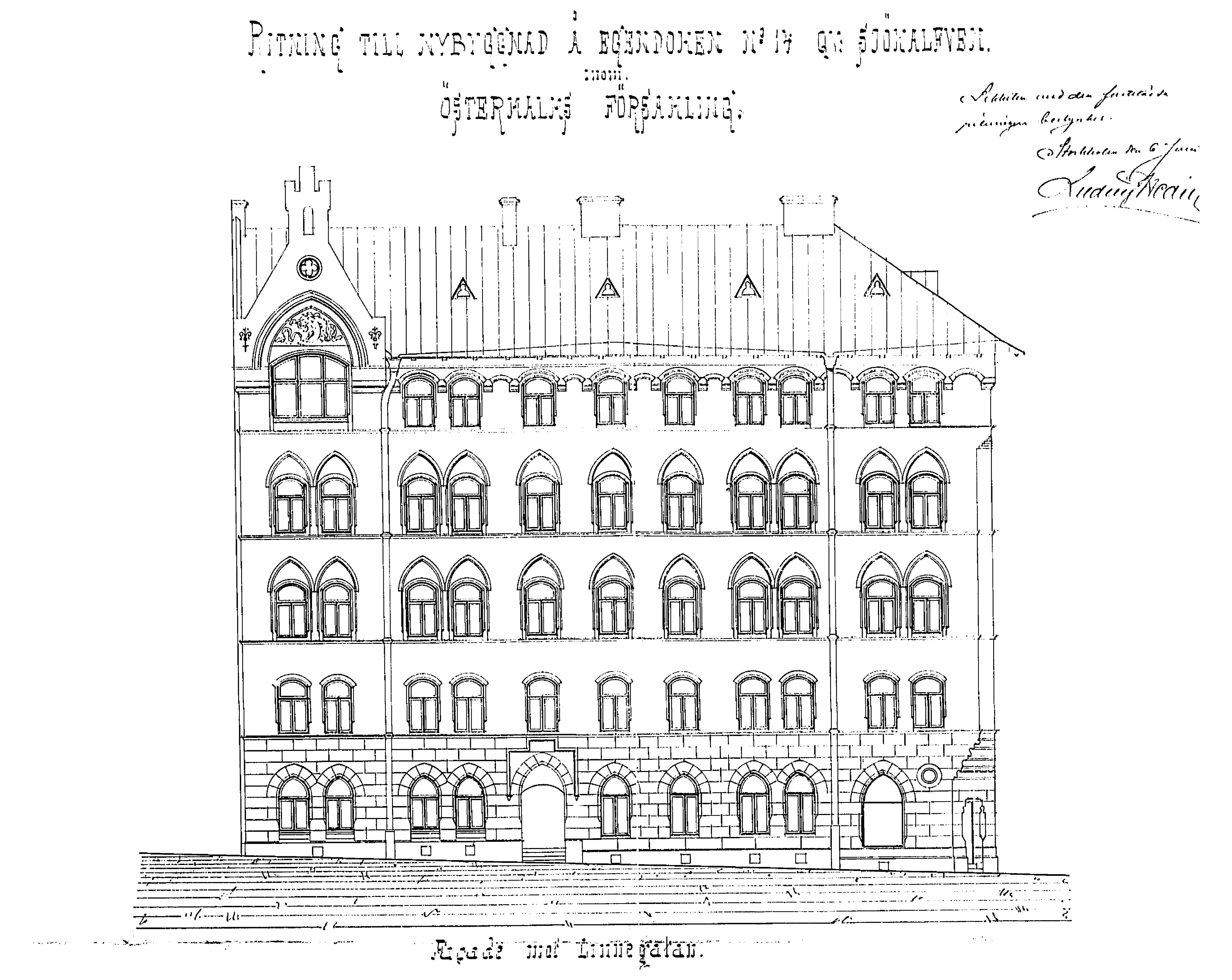
Fasad mot Linnégatan.
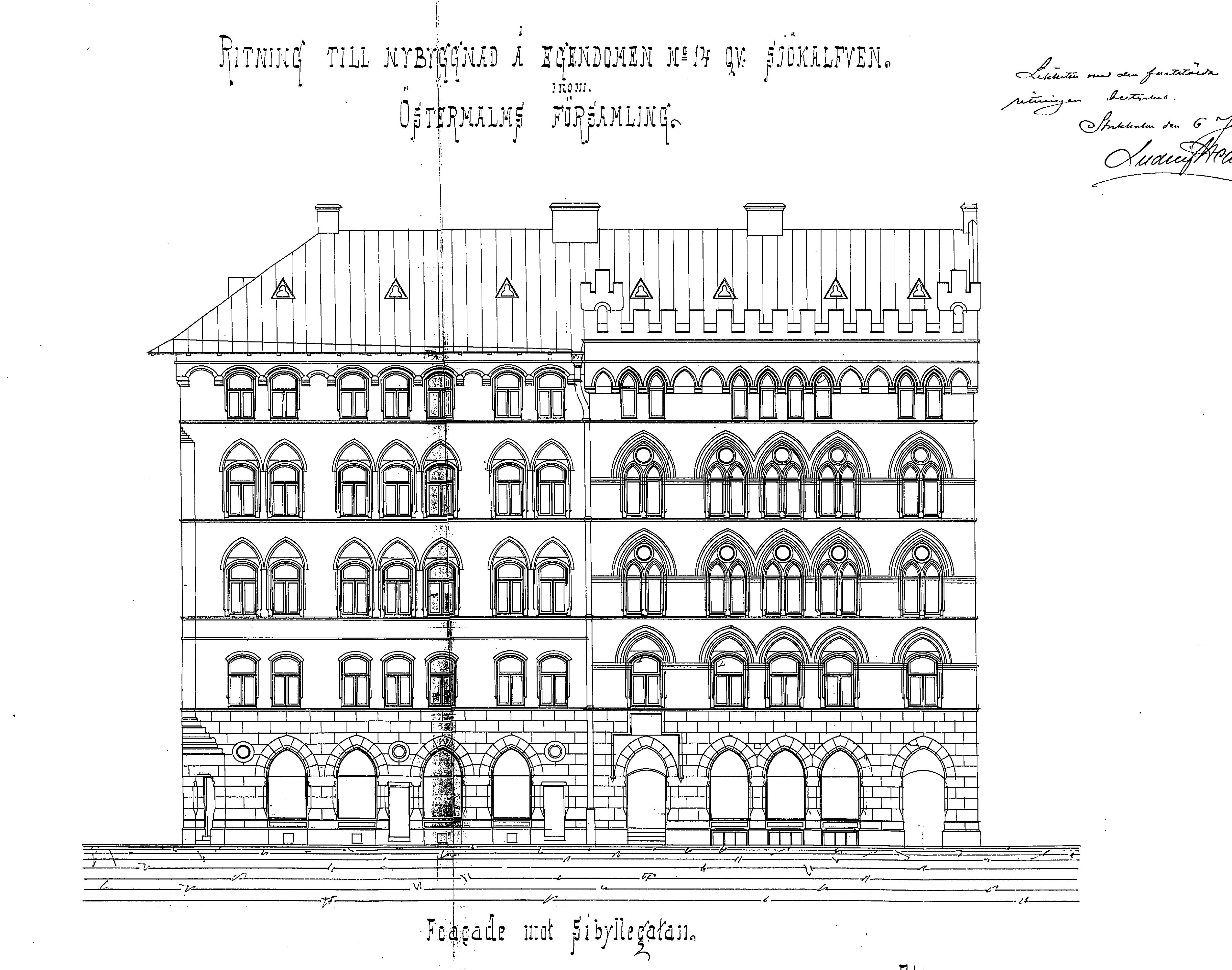
Fasad mot Sibyllegatan.
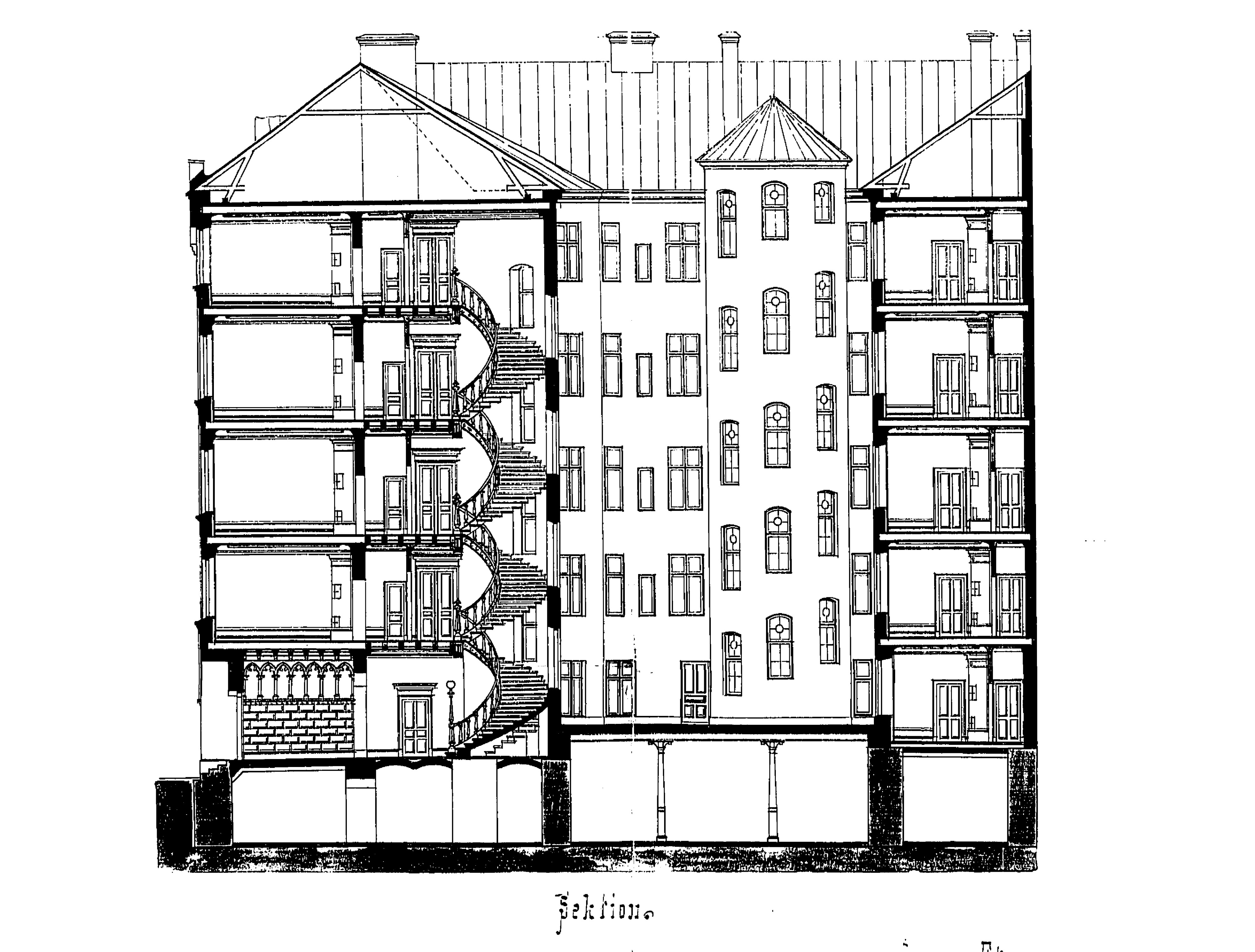
Sektion.
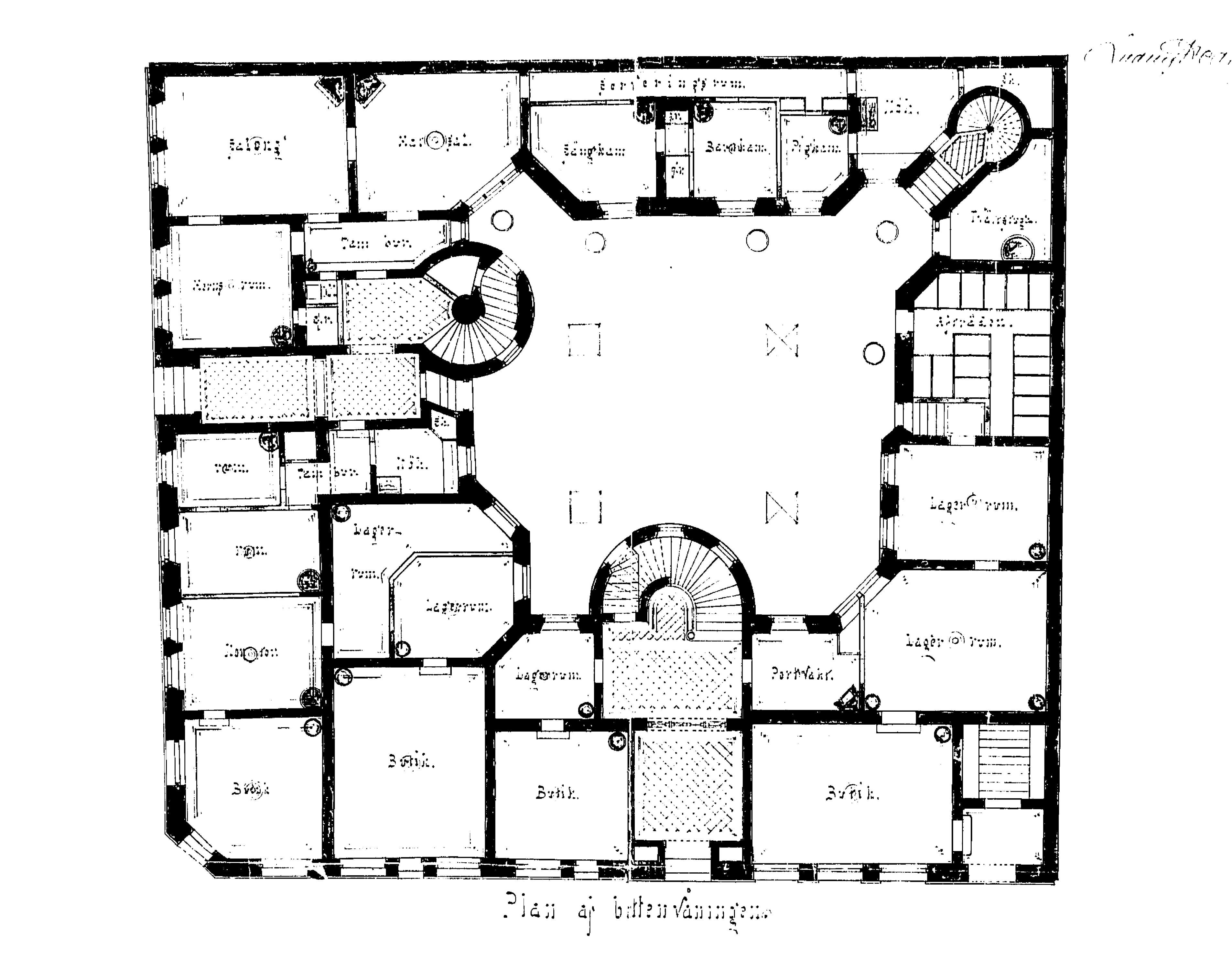
Plan bottenvåning.
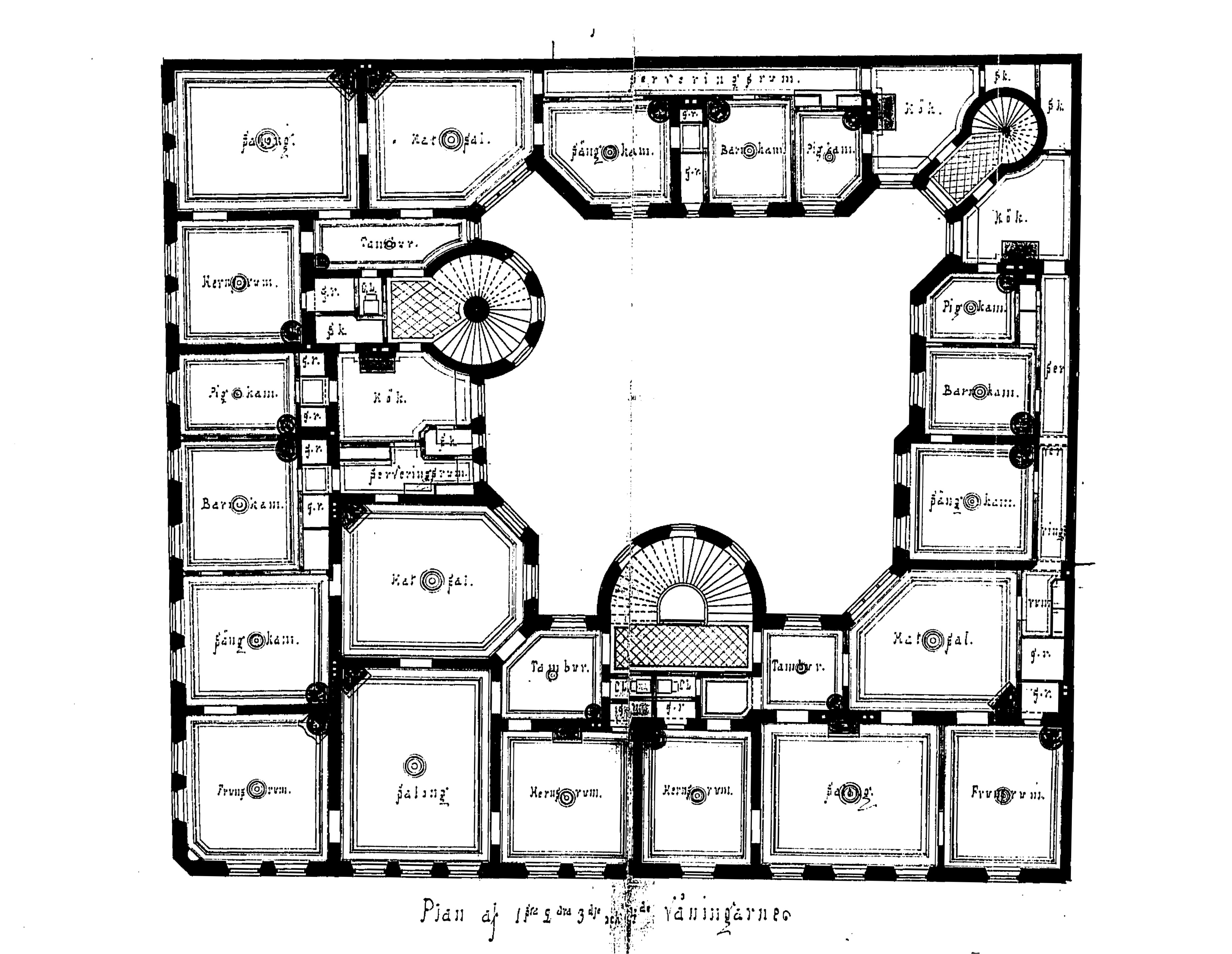
Våningsplaner.

### Interiör

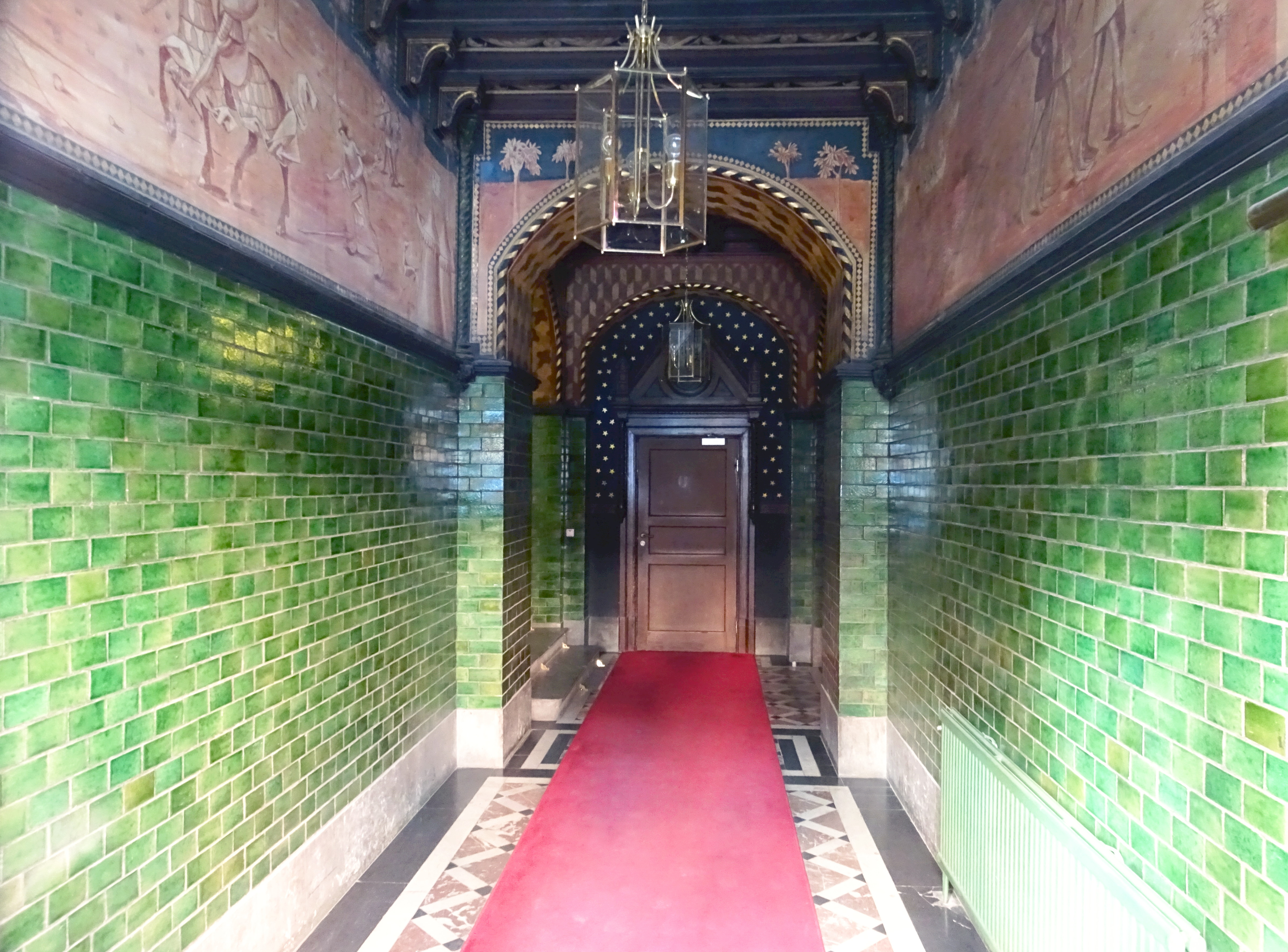
Entré Linnégatan 32.

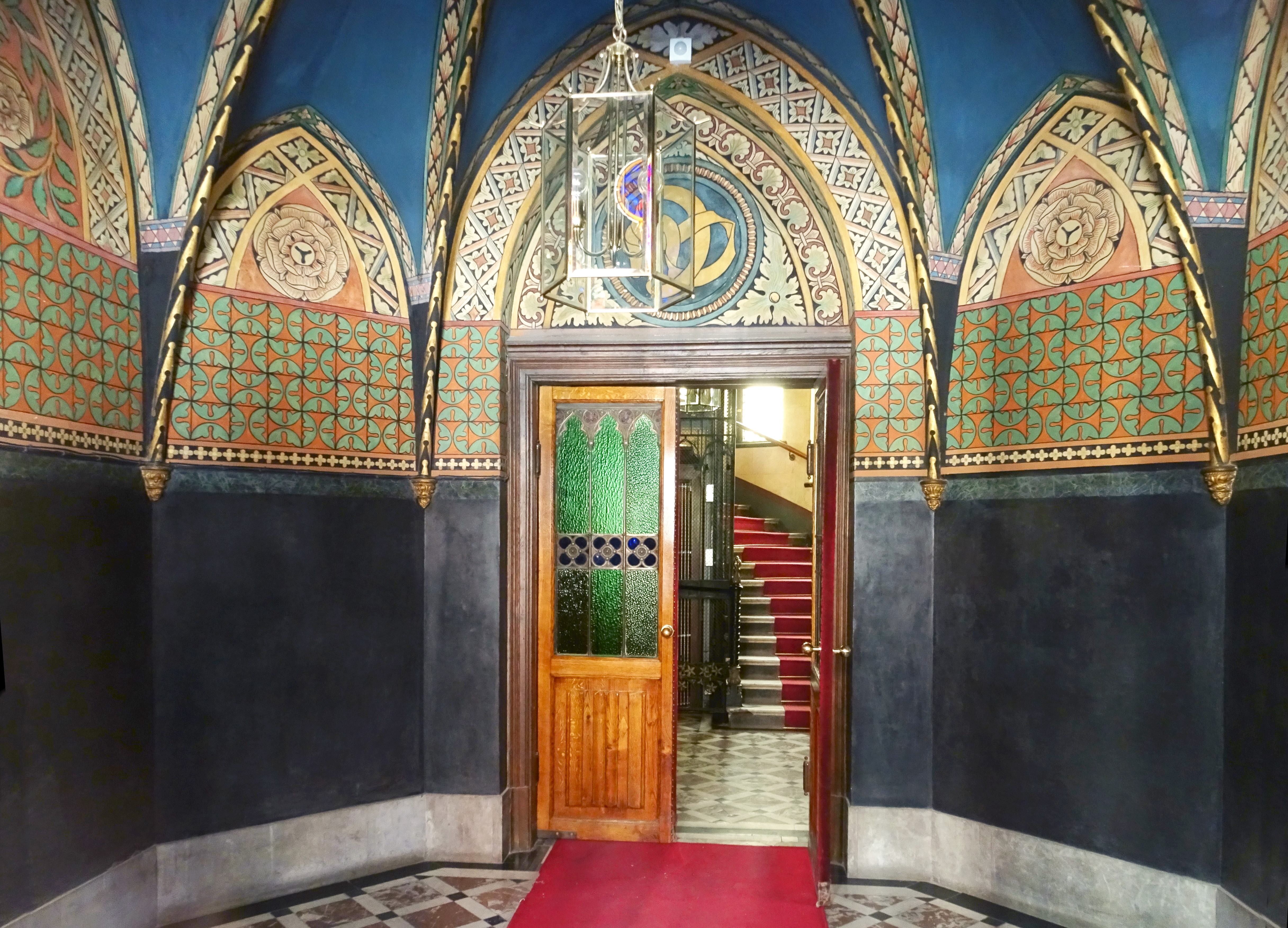
Entré Sibyllegatan 16.

Byggnaden fick två huvudentréer, en från Linnégatan 32 och en från Sibyllegatan 14. Båda entréinteriörer är sällsynt färgrika med utsmyckningar och målningar i nymorisk och nygotisk stil respektive inspirerade från svensk medeltid. I båda portarnas tympanon finns treparsfönster med glasmålningar och text ”SALVE” i mitten, båda portar härrör från byggtiden. Entré-, trapphall och trapphusinteriören är idag fortfarande mycket väl bevarade och ett bra exempel för tidens överdådig dekorerade hyreshusentréer.
Våningarnas disposition var enligt följande: hel källare som även sträcker sig under innergården, butiker och en liten portvaktslägenhet på bottenvåningen samt tre större lägenheter på våningsplanen. Gathusets lägenheter fortsätter med två flyglar inåt kvarteret och mötts i inre hörn där kökstrappan placerades. Byggnaden skulle locka hyresgäster från välbeställda samhällsklasser vilket återspeglas i den höga bostadsstandarden. 
Vid Stadsmuseets byggnadsinventering 1973–1988 visade besökta lägenheterna ursprunglig planlösning. Interiören hade sällsynt utformad inredning av mycket hög kvalitet härrörande från byggnadstiden. Vidare fanns rikt skulpterade paneler och dörromfattningar med överstycken av olika slag, några med figurer i reliefskulptur. Bland innertaken noterades ovanlig utformning som ett bemålat kassettak och stucktak med yttäckande moriskt mönster i relief. Medeltidsromantiken återkom även i lägenheternas matsalar med bland annat kassettak i trä, höga dörröverstycken i gotisk stil och en kakelugn kallad ”Götisk spisel” från Rörstrands porslinsfabrik.

#### Linnégatan 32, entré och trapphus
Golvet är täckt med mönsterlagd marmor i olika färger. Väggarna är klädda av grönt, glaserat tegel och däröver smyckade med väggmålningar visande bland annat tornerspel, medeltida scener, folk i landskap, Visby hamn med båtar. Målningarna är signerade ”AGL 1889” (Agi Lindegren). I taket märks profilerade bjälkar med målade blomornament däremellan. Den inre entrén har kassettak, kraftiga fyllningsdörrar med skulpterade överstycken av olika form och portalomfattning i gotisk stil mot gården. Trapphuset har svagt marmorerade väggar med målningar av barn och blommor. Trappstegen är av kalksten.

#### Sibyllegatan 16, entré och trapphus

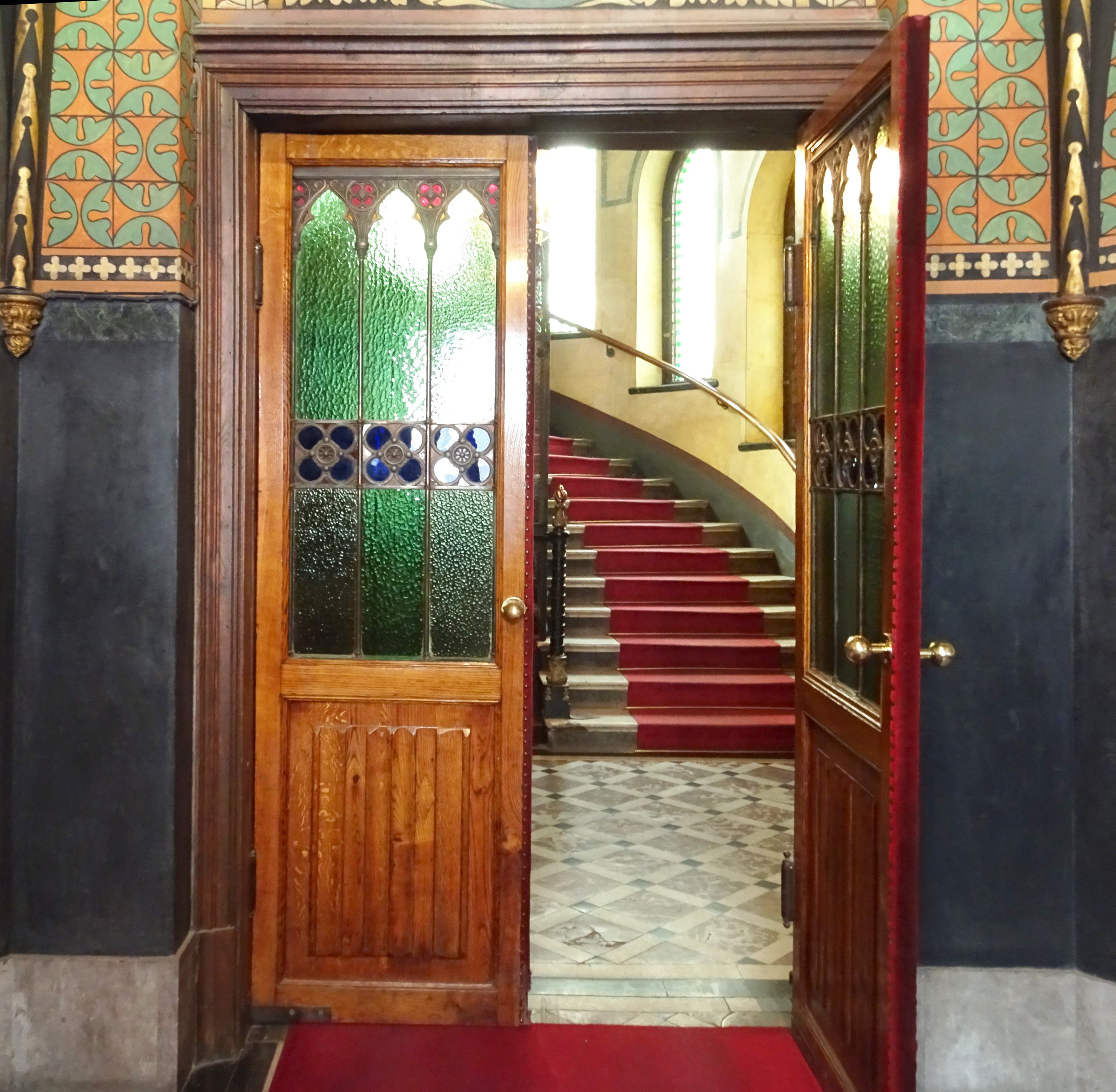
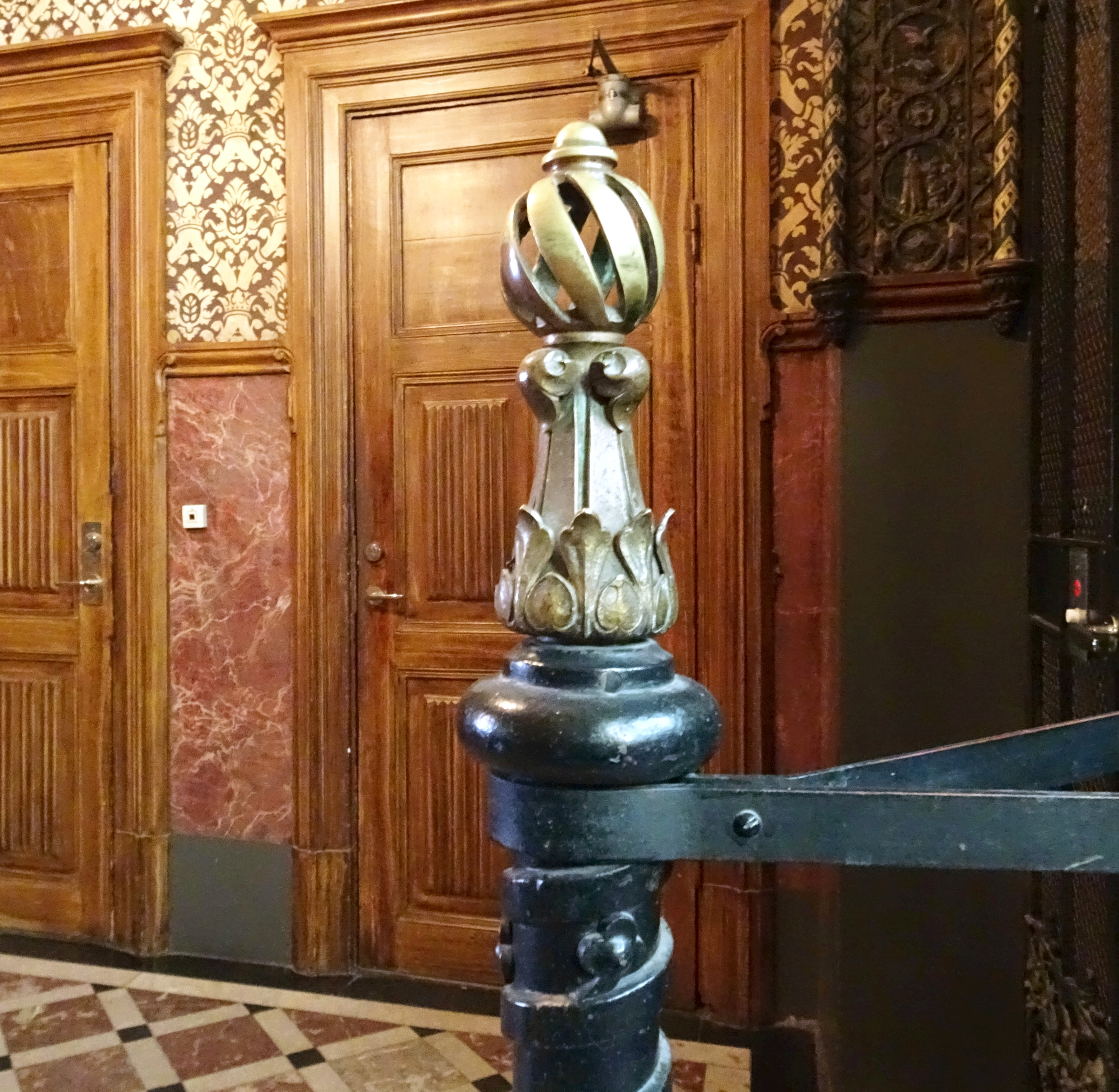
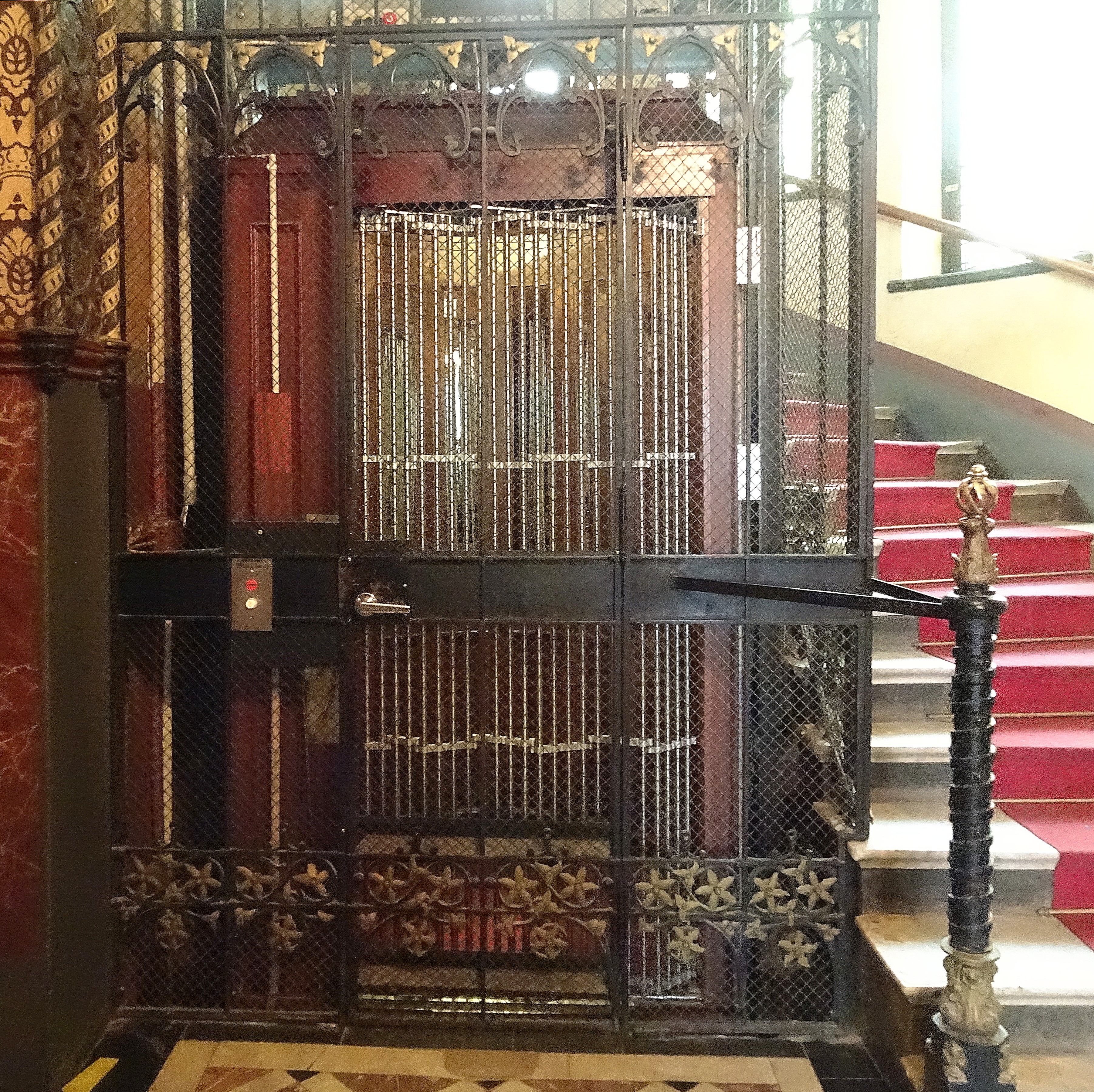
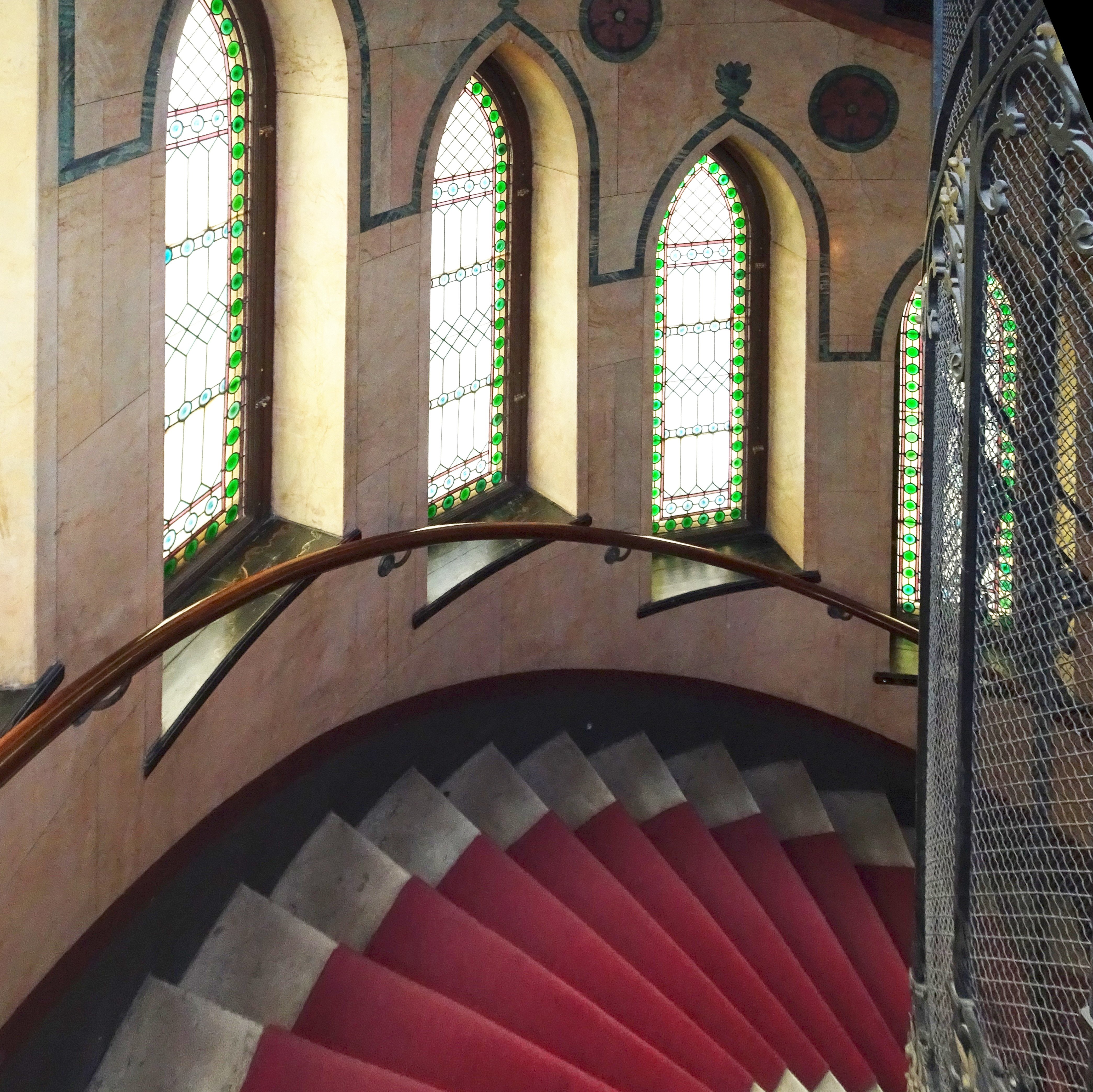
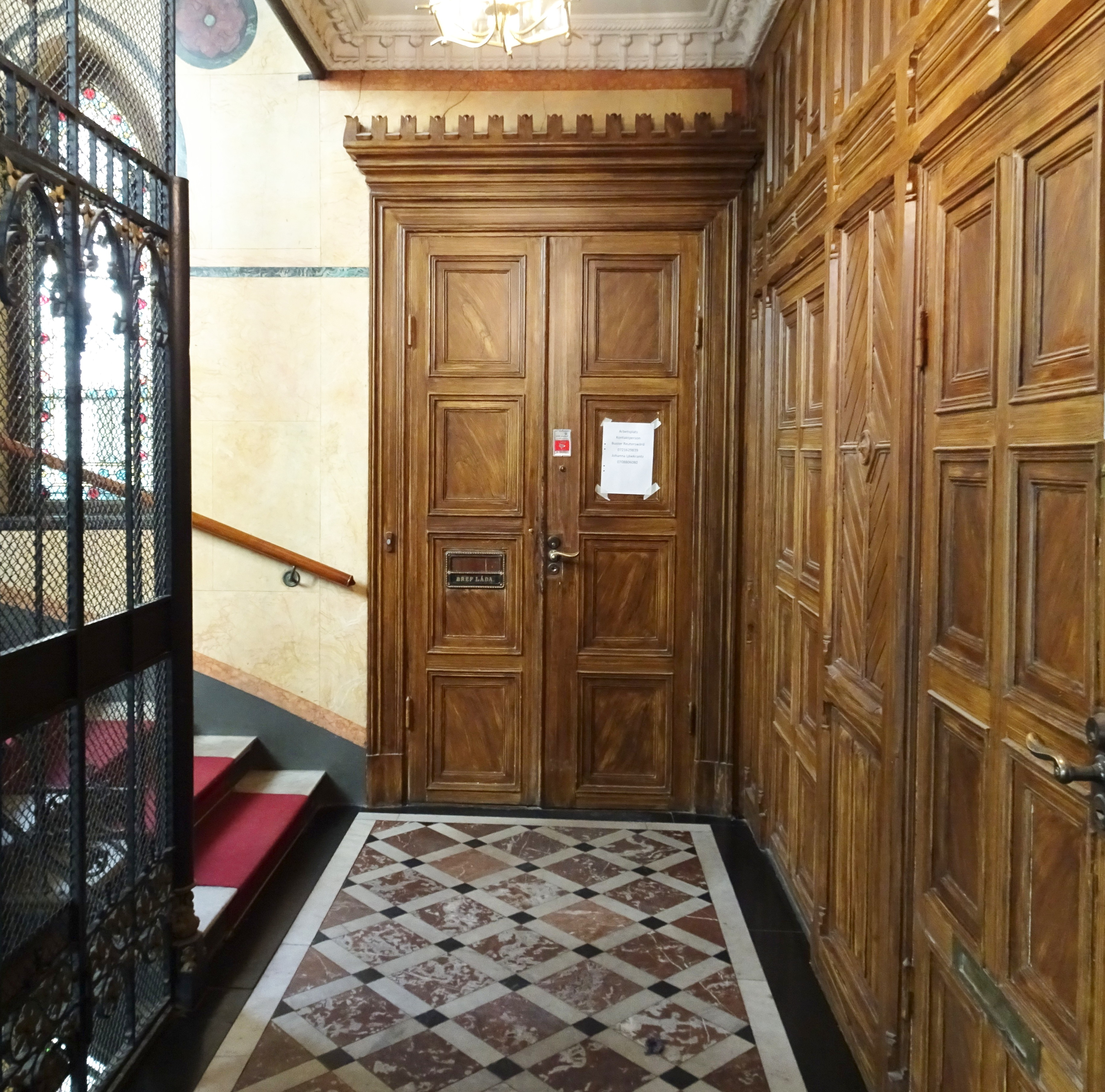

Över porten finns en inhuggen inskription: Detta hus byggt 1888/ av Byggmästaren Joh. Sjöqvist. Ludv. Peterson/ arkitekt. Direkt innanför entréporten beträder man ett oktogonalt rum med högt stjärnvälvt tak och mörkblå målade väggar samt målningar i tak och väggar visande bladrankor, geometriska mönster och band i medeltida stil. Det inre entrérummet har hög, marmoreringsmålad panel, däröver schablonmålning i brun och band med inskriptioner på fornsvenska. Här omnämns bland annat husets byggherre, arkitekt och olika yrkesmän som var delaktiga i bygget. 
Mellandörren till trapphallen är skulpterad och har blyinfattade rutor i olika färger. Trapphuset har marmoreringsmålade väggar med fönster som är spetsbågiga med blyinfattade flerfärgade glas. Trappstegen är av vit marmor. På våningsplanen märks lägenhetsdörrarna integrerade i helboaserade väggar. Golven på våningsplanerna är mönsterlagda med marmor i tre färger. Hissfronten är av sirligt smide med blommotiv. Hissen installerades först 1915.

Entré och trapphus Sibyllegatan 16
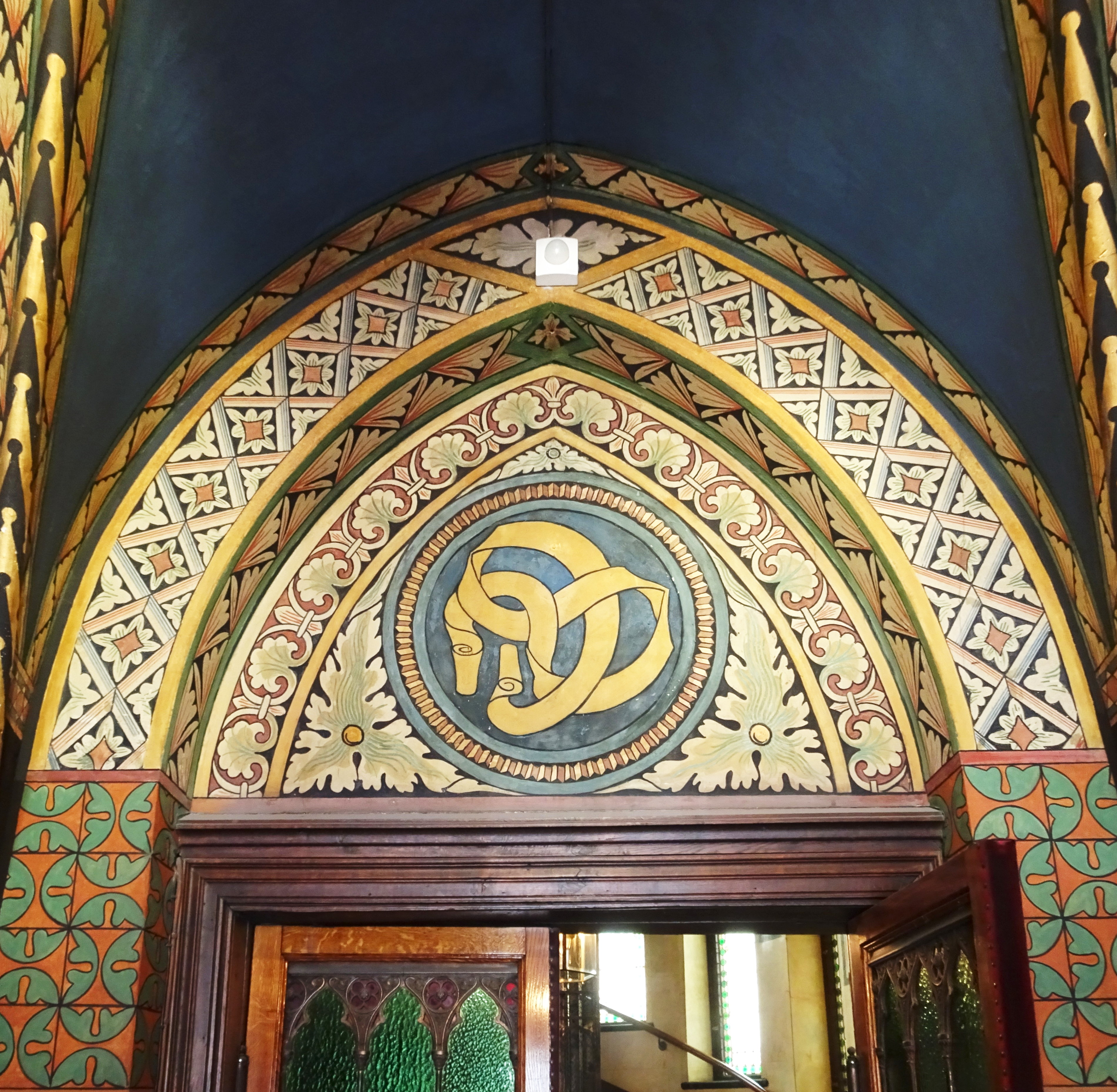
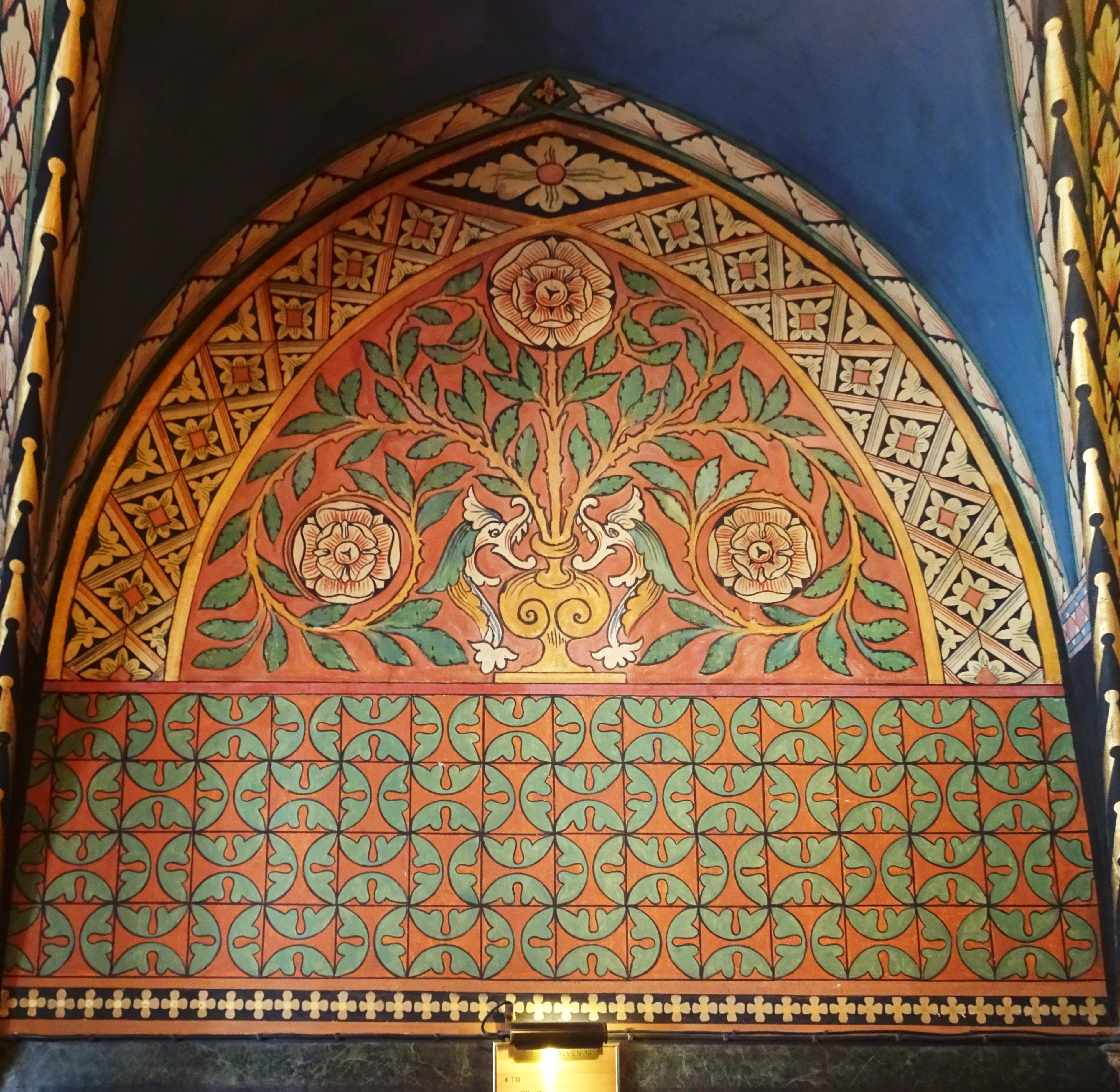
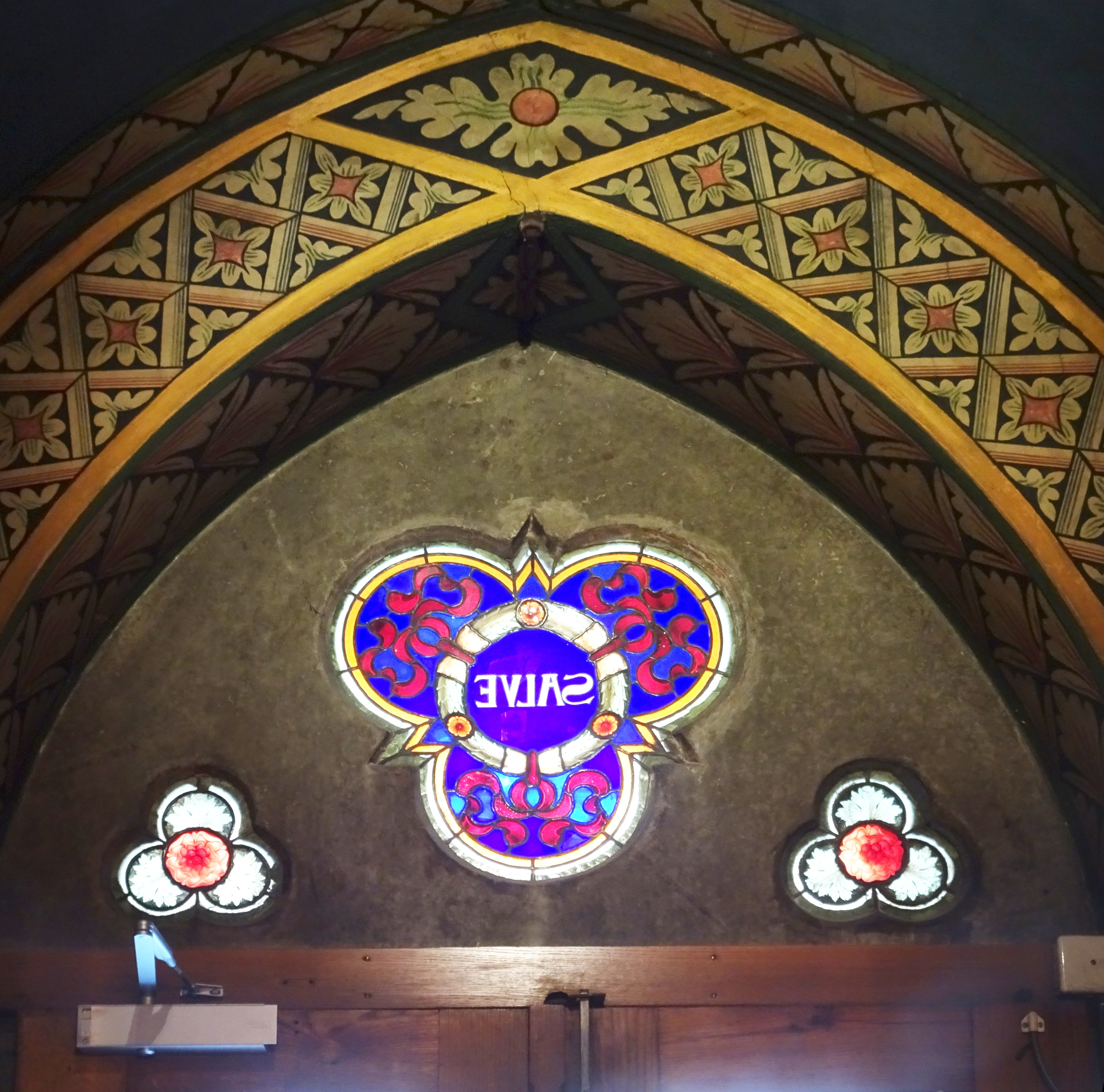
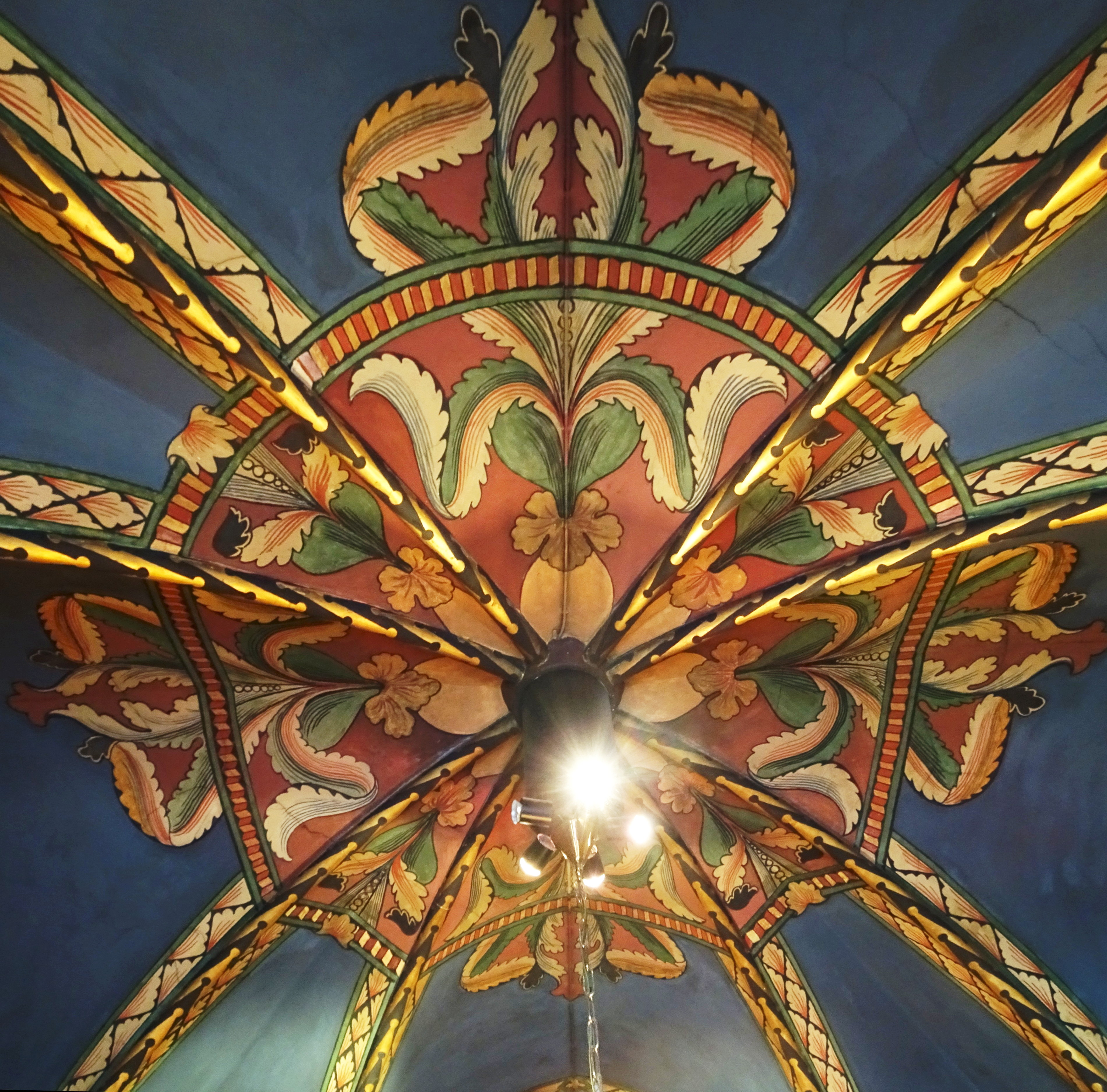
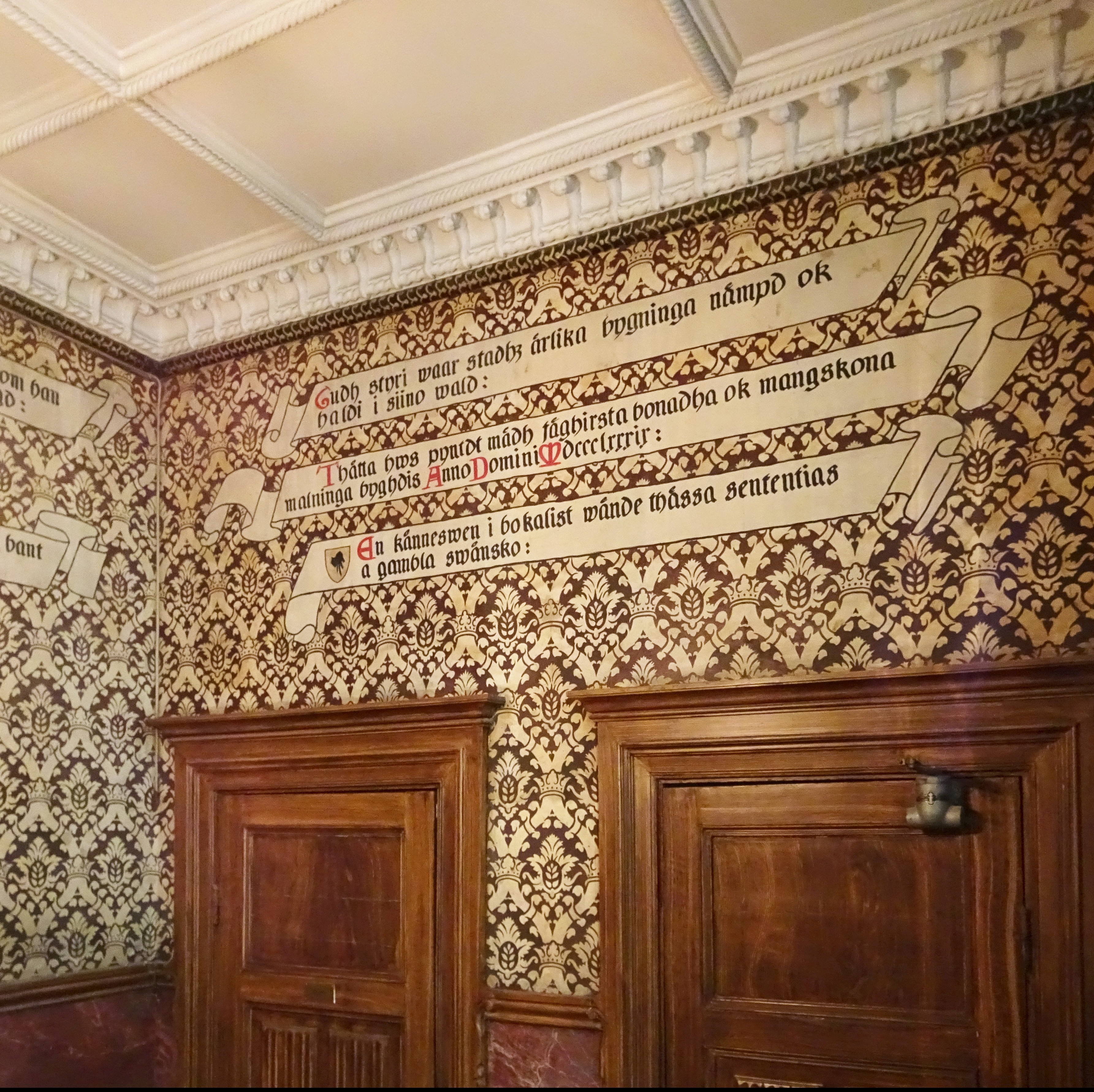

## Husets vidare öden
Bland husets tidiga invånare fanns på 1890-talet det sedermera borgarrådet Yngve Larsson.
Johan Sjöqvist behöll fastigheten till 1911 då han sålde den till hovstallmästaren Edvard Sager, känd som byggherre för de numera rivna Sagerska husen på Hamngatan. År 1980 moderniserades samtliga lägenheter med kök och badrum enligt gällande bostadsstandard. Även planlösningarna och lägenhetsfördelningen påverkades. Samtidigt installerades en hiss även i trapphuset mot Linnégatan. För ritningarna stod HL Arkitekter. 1988 inreddes vinden med lägenheter. På 1970-talet innehades Sjökalven 14 av fastighetsbolaget Diligentia. Sedan 1977 ägs Sjökalven 14 av en bostadsrättsförening som har 17 lägenheter med storlekar mellan 57 och 218 m². I november 2020 såldes en sexrummare för 23,8 miljoner kronor.

Exteriör, fasaddetaljer
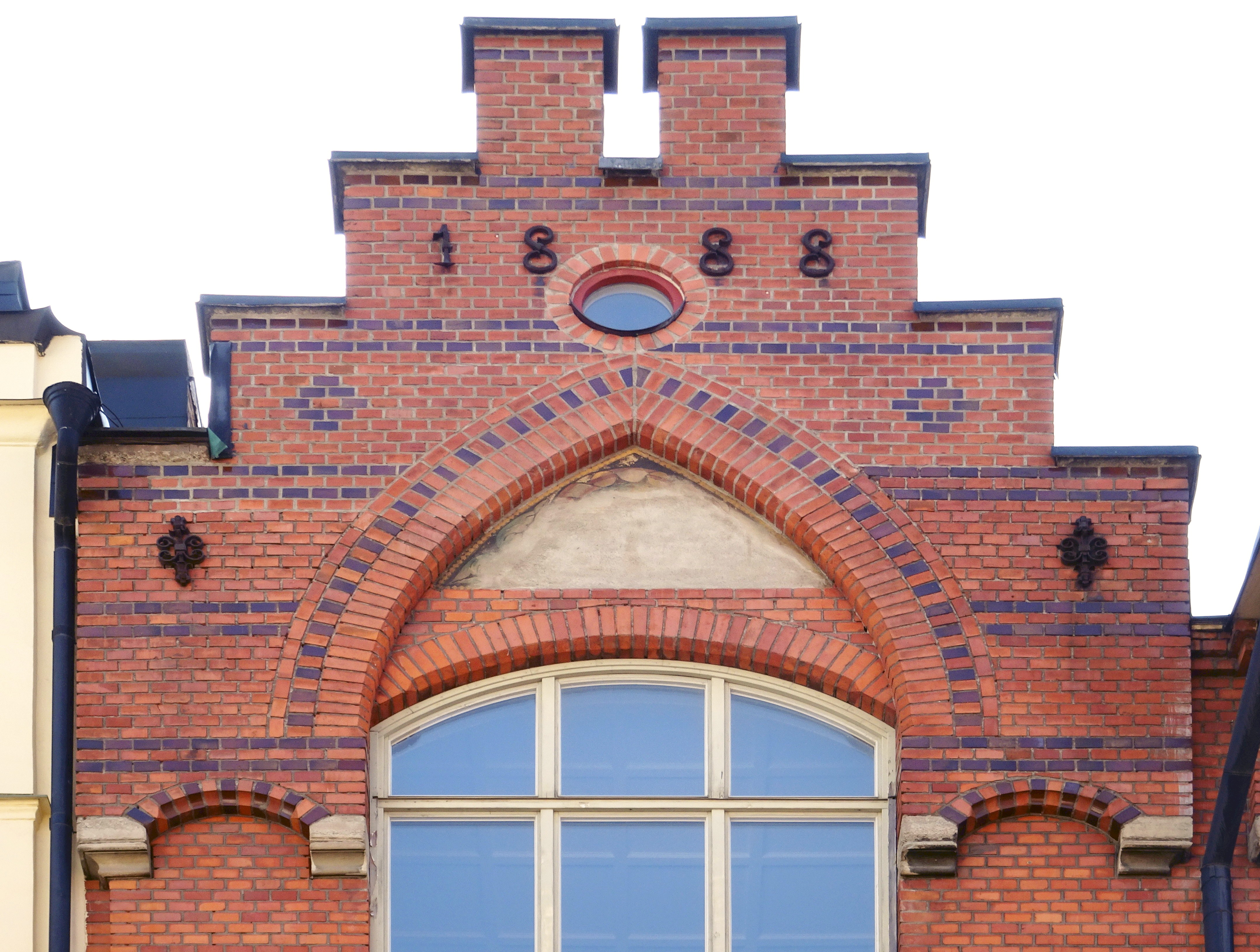
Trappgavel med årtal 1888
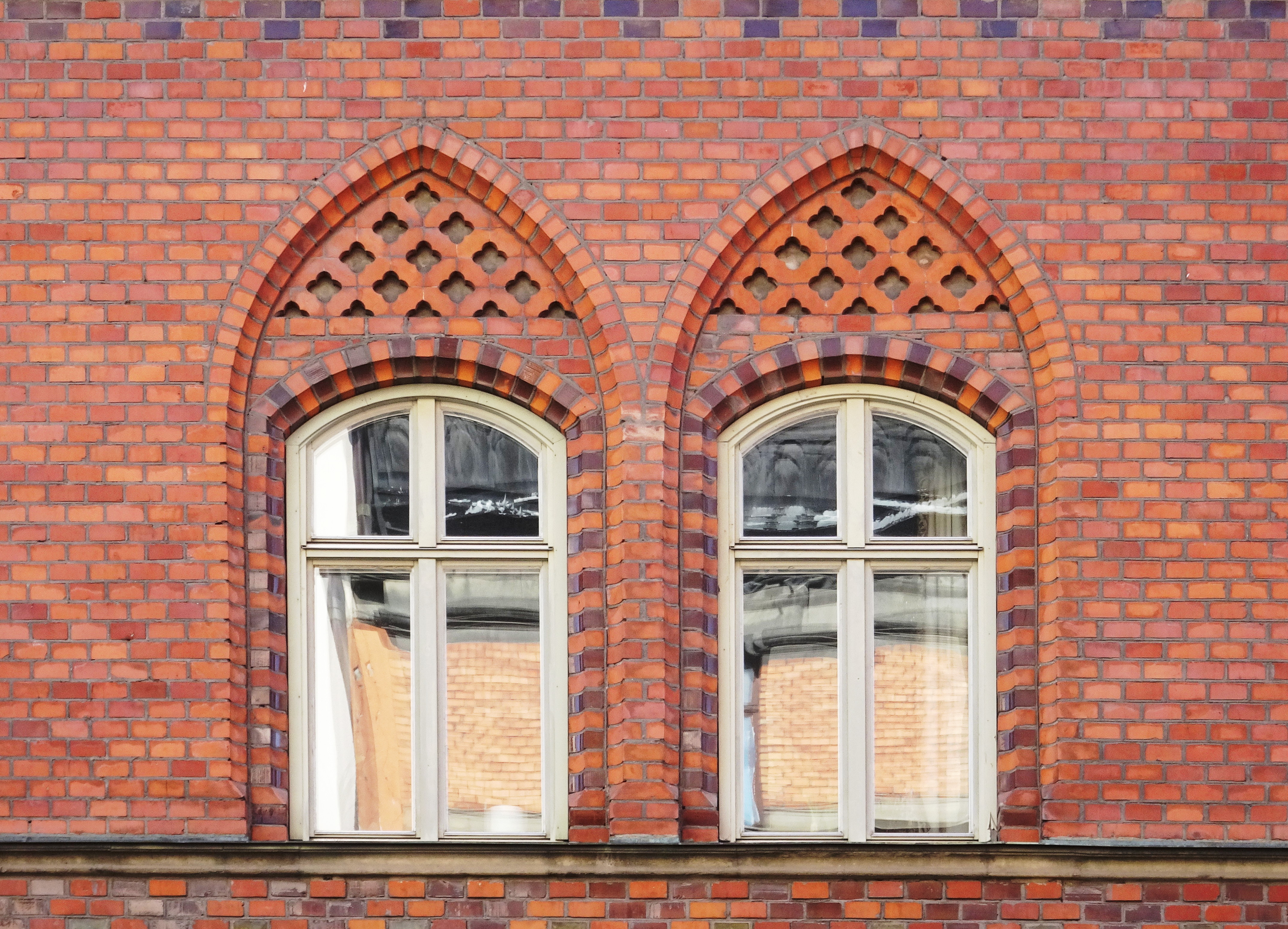
Rundade fönster i spetsbågiga nischer.
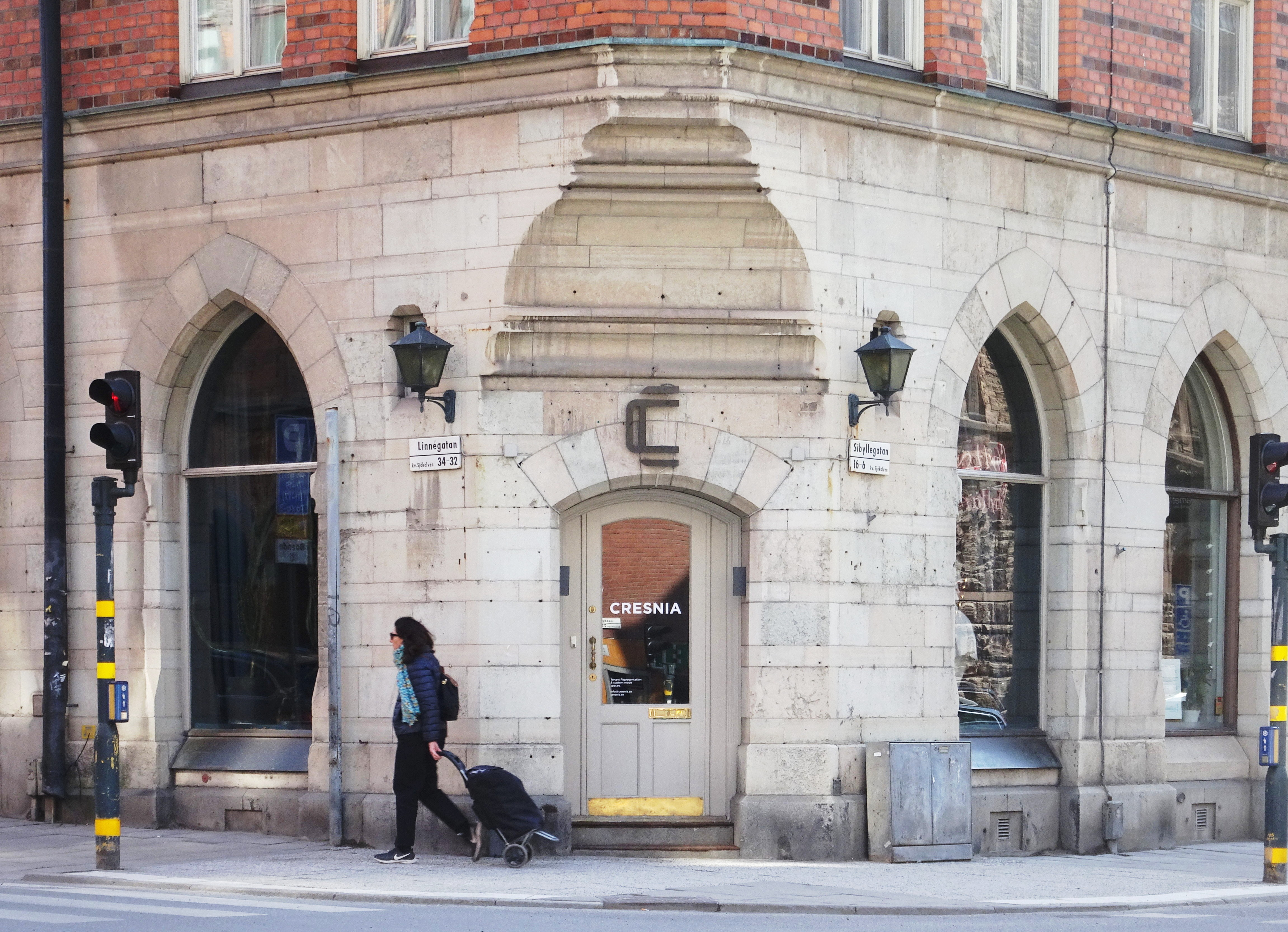
Butiksentrén är indragen.
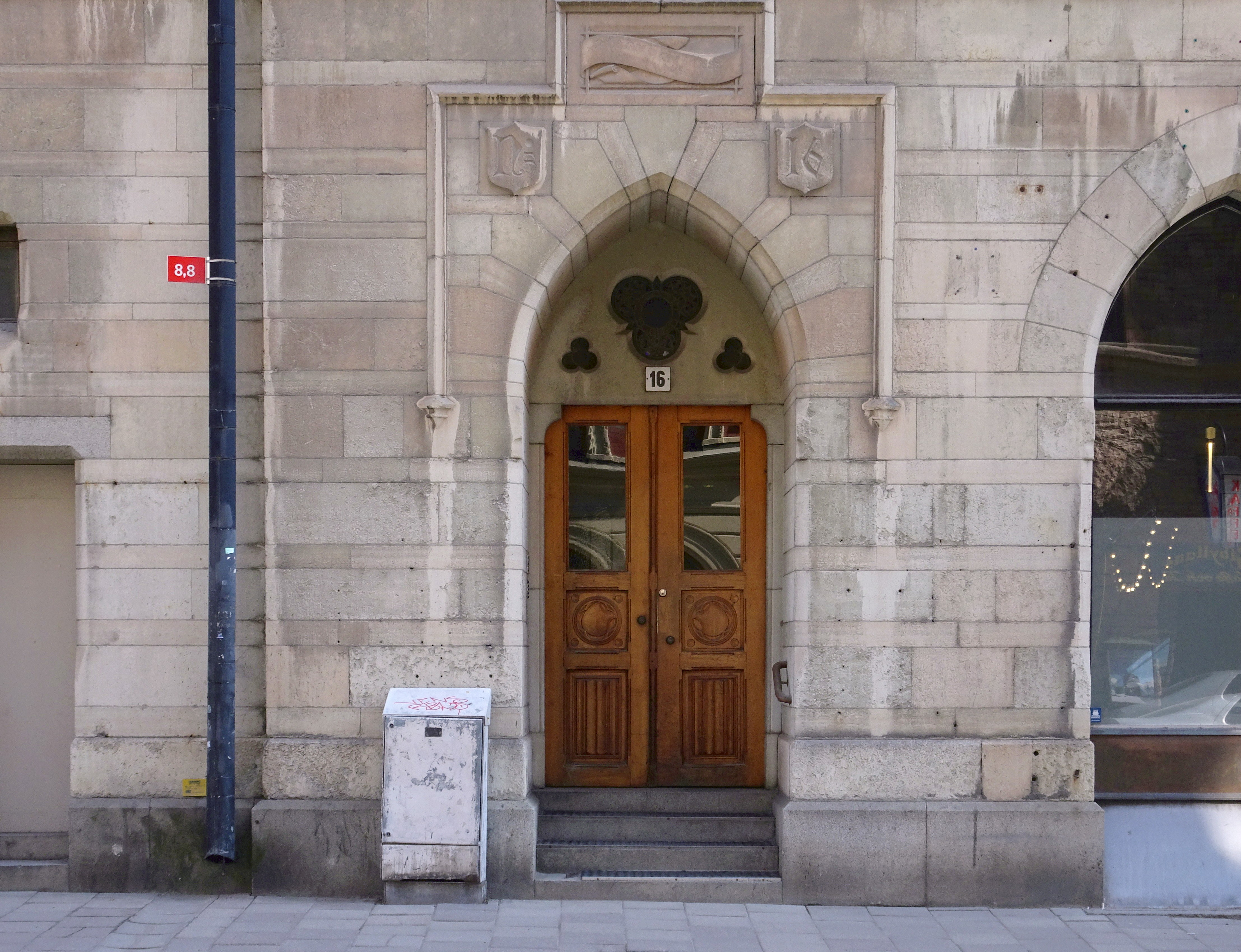
Bostadsentrén Sibyllegatan 16.